# José Vianna da Motta
José Vianna da Motta (22. dubna 1868, São Tomé – 1. června 1948, Lisabon) byl portugalský klavírista a hudební skladatel.

## Životopis
Vianna da Motta studoval klavír a kompozici v letech 1875 až 1881 na Conservatorio Nacional de Música v Lisabonu. V roce 1882 se přestěhoval do Berlína, kde se vzdělával u Xavera a Philippa Scharwenků, od roku 1885 u Liszta ve Výmaru (patřil k jeho posledním žákům) a v roce 1887 u Hanse von Bülowa ve Frankfurtu.
Poté vystupoval jako klavírista a v období 1915 až 1917 byl nástupcem Bernharda Stavenhagena na konzervatoři v Ženevě. V letech 1919 až 1938 vedl lisabonskou Conservatorio Nacional.
Mezi jeho známé skladby patří symfonie Patria, opus 13, díla pro klavír a orchestr a sólové klavírní skladby.
Byla publikována jeho korespondence s Busonim a jeho vzpomínky na Hanse von Bülowa.

## Vyznamenání
- velkodůstojník Řádu svatého Jakuba od meče – Portugalsko, 28. června 1920[1]
- velkodůstojník Řádu Kristova – Portugalsko, 19. dubna 1930[1]
- velkokříž Řádu svatého Jakuba od meče – Portugalsko, 2. června 1938[1]